# 黄亚生
黄亚生（英語：Yasheng Huang，1960年3月3日—），MIT斯隆管理学院副院长及政治经济学教授。他曾任职于哈佛商学院和密歇根大学。他的研究领域是中国和印度的经济发展。
黄亚生长期认为印度经济发展条件优越于中国，并看空中国经济发展，早在2003年，黄亚生以印度和中国的经济社会对比得出了印度制度优于中国的结论，并且认为民主制度必将胜利而中国的社会制度必将失败。有人问黄亚生，“你是一个中国人，为什么要替印度说话？” 黄亚生回答：“我热爱中国，热爱到希望她有一个竞争对手。”雖然經过20多年发展对比，从两个经济体发展规模、贫困人口降低、社会经济结构变化而言，黃亞生的預測無法獲得驗證，但因中國各項訊息的不透明，且易誇大成政策成效，加上疫情影響，該預測尚難得到確切的證明。
他是《有中國特色的資本主義：企業家與國家》（Capitalism with Chinese Characteristics: Entrepreneurship and the State）和《EAST的興衰：科舉、專制、穩定與科技如何帶給中國成功，又為何可能導致其衰退》的作者。

## 生平
黄亚生生于北京，父亲黄钢是《人民日报》国际部评论员兼报告文学家,一位坚定的共产党人，爷爷黄负生是中国共产党最早的50名党员之一。1981年黄亚生凭借显赫的家世和中美友好的气氛得以作为恢复高考后被哈佛本科录取的最早两位中国学生之一进入哈佛大学政府管理专业，1985年取得该专业学士学位。1991年在约翰·F·肯尼迪政府学院取得博士学位。

## 职业生涯
1987-1989年他曾在密歇根大学任副教授。1997年进入哈佛商学院任商业、政府和国际经济学教授。目前为麻省理工学院斯隆管理学院台湾时代基金会讲席教授。。

## 著作
- 书籍
  - 黄亚生. . Cambridge University Press. 1996. ISBN 9780521554831.
  - 黄亚生. . Southeast Asia Institute. 1998. ISBN 9789813055872.
  - 黄亚生. . Cambridge University press. 1998  [2013-05-21]. （原始内容存档于2019-07-15）.
  - Saich, Tony; Steinfeld, Edward; Huang, Yasheng. . Harvard University Asia Center. 2005.
  - 黄亚生. . Cambridge University Press. 2008. ISBN 9780521898102.
  - Huang, Yasheng. . Yale University Press. 2023  [2024-02-24]. ISBN 9780300266368. （原始内容存档于2024-05-10）.

- 文章
  - 黄亚生 (2003年7月); Can India Overtake China? （页面存档备份，存于）; Foreign policy
  - 黄亚生 (2008年7月/8月); The Next Asian Miracle （页面存档备份，存于）; Foreign Policy magazine;
  - 黄亚生 (2008年12月); The China Growth Fantasy （页面存档备份，存于）; Wall Street Journal;
  - 黄亚生 (2011年1月); Rethinking the Beijing Consensus （页面存档备份，存于）; Asia Policy;

## 外部連結
- 愛思想專欄 （页面存档备份，存于）